# 双原子碘
双原子碘（化学式 I2）是碘元素的存在形式，由两个碘原子组成。在标准情况下，它是紫色固体。双原子碘会直接升华，从固态变成气态。它具有刺激性，必须小心处理。

## 反应
和其他卤素一样，双原子碘可以与许多其他元素形成化合物。然而，它的反应性小于较轻的卤素，例如氟气和氯气。双原子碘与氢气反应，形成碘化氢：
{\displaystyle \mathrm {I_{2}\ +\ H_{2}\longrightarrow \ 2\ HI} }
双原子碘可以被还原成碘化物，是一种氧化剂，但强度弱于更轻的卤素。(E° = 0.54 V)。双原子碘可以氧化硫化氢，形成硫单质：
{\displaystyle \mathrm {I_{2}\ +\ H_{2}S\longrightarrow \ 2\ HI\ +\ S} }
被肼还原：
{\displaystyle \mathrm {2\ I_{2}\ +\ N_{2}H_{4}\longrightarrow \ 4\ HI\ +\ N_{2}} }
双原子碘相对容易氧化，例如被硝酸氧化成碘酸：
{\displaystyle \mathrm {I_{2}\ +\ 10\ HNO_{3}\longrightarrow \ 2\ HIO_{3}\ +\ 10\ NO_{2}\ +\ 4\ H_{2}O} }
双原子碘和氯酸盐的反应也可以形成碘酸盐：
{\displaystyle \mathrm {I_{2}\ +\ 2\ {ClO_{3}}^{-}\longrightarrow \ 2\ {IO_{3}}^{-}\ +\ Cl_{2}} }
双原子碘和氢氧化物（如：氢氧化钠）反应，歧化成碘化物和次碘酸盐，后者再歧化成碘化物和碘酸盐：
{\displaystyle \mathrm {I_{2}\ +\ 2\ OH^{-}\longrightarrow \ I^{-}\ +\ IO^{-}\ +\ H_{2}O} }
{\displaystyle \mathrm {3\ {IO}^{-}\longrightarrow \ 2\ I^{-}\ +\ IO_{3}^{-}} }
双原子碘在水中的溶解度很差，但在乙醇，氯仿，四氯甲烷和二硫化碳以及碘化钾的水溶液（Lugol溶液）中的可溶。双原子碘在含氧溶剂中的溶液呈棕色；在其他溶剂中的溶液呈紫色或粉红色。通过添加一定量的碘化钾可以增加双原子碘的水溶性，因为形成了易溶的三碘化物：
{\displaystyle \mathrm {I_{2}\ +\ I^{-}\longrightarrow \ {I_{3}}^{-}} }

## 制备
双原子碘可以由碘化物被氯气氧化而成：
{\displaystyle \mathrm {2\ I^{-}\ +\ Cl_{2}\longrightarrow \ 2\ Cl^{-}\ +\ I_{2}} }
它也可以有二氧化锰在酸中氧化碘化物而成：
{\displaystyle \mathrm {2\ I^{-}\ +\ MnO_{2}\ +\ 4\ H^{+}\longrightarrow \ I_{2}\ +\ 2\ H_{2}O\ +\ Mn^{2+}} }

## 图片
|  |  |  |